# Farciminaria uncinata
Farciminaria uncinata är en mossdjursart som beskrevs av Walter Douglas Hincks 1884. Farciminaria uncinata ingår i släktet Farciminaria och familjen Farciminariidae. Inga underarter finns listade i Catalogue of Life.